# Bolesław Kardaszewski
Bolesław Kardaszewski (ur. 7 sierpnia 1931 w Warszawie, zm. 6 stycznia 2000 w Łodzi) – polski architekt, profesor nauk technicznych, nauczyciel akademicki Politechniki Łódzkiej i polityk, poseł na Sejm PRL VII kadencji z ramienia Polskiej Zjednoczonej Partii Robotniczej.

## Życiorys
Absolwent Wydziału Architektury Politechniki Warszawskiej (1960, studiował od 1950 do 1956). W 1955 podjął pracę w Biurze Projektów i Studiów Prefabrykacji Budownictwa Przemysłowego w Warszawie, a w 1956 translokował się do Łodzi, gdzie został głównym projektantem Biura Projektowo-Badawczego Budownictwa Ogólnego „Miastoprojekt – Łódź Miasto”. Kandydat do Senatu w 1989.
Nauczyciel akademicki Wydziału Budownictwa, Architektury i Inżynierii Środowiska Politechniki Łódzkiej.
Członek łódzkiego oddziału Stowarzyszenia Architektów Polskich. Był architektem, który wywarł znaczny wpływ na obraz powojennej architektury Łodzi. Pochowany na cmentarzu komunalnym Doły w Łodzi (12 stycznia 2000).

## Niektóre realizacje
- pawilon Wydziału Budownictwa Politechniki Łódzkiej
- Instytut Fizyki Dzielnicy Wyższych Uczelni w Łodzi
- Państwowa Wyższa Szkoła Sztuk Plastycznych (obecnie ASP) w Łodzi; współautor Włodzimierz Nowakowski – Nagroda I stopnia Ministra BiPMB (1978)
- budynki Mieszkalne Anilana i Lokator w Łodzi
- budynki wielorodzinne przy ulicy Zamenhofa w Łodzi, tzw. Bolek i Lolek (współautorka: Joanna Matuszewska)[1]
- budynek WZGS „Samopomoc Chłopska” w Łodzi
- budynek wielorodzinny z kawiarnią Irena w Łodzi[2]

## Konkursy
- na projekt ukształtowania placu Wolności w Łodzi (1960) – II nagroda równorzędna
- na projekt ośrodka prasowego i poligraficznego RSW Prasa w Łodzi (1964); współautor Sławomir Arabski – wyróżnienie równorzędne
- na projekt koncepcyjny urbanistyczno-architektoniczny hotelu komunalnego w Łodzi (1964); współautor Tadeusz Sumień – III nagroda
- na projekt urbanistyczny ośrodka usługowego na terenie Placu Społecznego we Wrocławiu (1964); współautor Tadeusz Sumień, współpraca: Irena Kardaszewska, Anna Wegner-Sumień – wyróżnienie I stopnia równorzędne
- na projekt koncepcyjny budowy gmachu Muzeum Walk Rewolucyjnych i Wyzwoleniowych na placu Zwycięstwa w Warszawie (1967) – wyróżnienie II stopnia równorzędne

## Odznaczenia
- Odznaka 1000-lecia Państwa Polskiego (1967)
- nagroda za całokształt działalności projektowej i realizacyjnej w dziedzinie architektury miasta Łódź (1981)[3]
- Złota Odznaka SARP (1988)